# Flemming Jensen (borgmester i Lejre Kommune)
 Der er flere personer med dette navn, se Flemming Jensen (flertydig).
Flemming Jensen (født 11. maj 1942) er en dansk lokalpolitiker og forhenværende borgmester, valgt for Venstre.
Han er økonomidirektør. 2002 til 2007 var han borgmester i Bramsnæs Kommune, som blev nedlagt ved kommunalreformen. Fra 2007 til 2010 var han borgmester i Lejre Kommune. Han er stadig byrådsmedlem i kommunen.